# رياض أحمد جوهر شاهي
رياض أحمد جوهر شاهي (ولد في 25 نوفمبر 1941) كان زعيمًا روحيًا ومؤسسًا لمجموعة الروحية معروفة باسم مؤسسة المسيح الدولية).
وهو مؤلف عدد من الكتب باللغة الأردية حول مواضيع تتعلق بالروحانية، وكان أنجحها كتاب دين إلهي (2000)، والذي أعادت دار بالبوا للنشر نشره، وهي قسم من دار هاي هاوس، وترجم إلى الإنجليزية ولغات أخرى بواسطة مؤسسة المسيح الدولية في عام 2012.
تذكر تقارير أن شاهي ادعى أنه المهدي والمسيح وتجسيد كالكي. اختفى شاهي عن الأنظار في عام 2001. كانت هناك ادعاءات بأنه توفي في ذلك العام أو في عام 2003، ولكن هذه الادعاءات غير مؤكدة.

## سيرته
وُلِد شاهي في 25 نوفمبر 1941 في قرية دهوك جوهر شاه في مقاطعة راولبندي في الهند البريطانية. وهو من الجيل الخامس من أحفاد الصوفي بابا جوهر علي شاه.
في سن العشرين، عندما كان مالكًا لشركة FQ Steel Industries، بدأ شاهي في البحث عن الروحانية. ثم تزوج شاهي وأنجب ثلاثة أطفال.
في عام 1975، ذهب إلى سيهون لتطهير نفسه؛ حيث أمضى فترة ثلاث سنوات في جبال سيهون لتطهير نفسه، "من أجل محبة الله".
اكتسب شاهي شهرة كبيرة باعتباره واعظًا صوفيًا في باكستان خلال أواخر السبعينيات.
جلس عند قدميه الصوفي اللبناني الأمريكي هشام قباني، وتعلم منه، وأثنى عليه. قام بعض المطربين مثل عزيز ميان وراحت فتح علي خان بالغناء في مناسبات متعلقة بشاهي.
وقد تمت إدانته هو والعديد من أتباعه، بموجب قوانين التجديف الإسلامية، من قبل محكمة مكافحة الإرهاب في السند. وبعد فراره إلى إنجلترا ، حُكم على شاهي غيابيًا، وحُكم عليه بالسجن لمدة إجمالية بلغت حوالي 59 عامًا.
من ناحية أخرى، ذكرت وكالة الأنباء الهندية في عام 2008 أن شاهي كان يقيم في المملكة المتحدة بعد إدانته بالتجديف من قبل المحكمة العليا في السند. ويدعم هذا الرأي صحيفة إنديان إكسبريس التي ذكرت في عام 2008 أن شاهي فر إلى المملكة المتحدة ويقيم هناك حاليًا. وقد دعمت قناة زي نيوز هذا الادعاء أيضًا. ذكرت صحيفة هندوستان تايمز أنه يقضي "عقوبة السجن مدى الحياة". ذكرت صحيفة صنداي ليدر في سريلانكا أن شاهي اختفى في عام 2001 وأُبلغ عن مشاهدات له بعد ذلك في جميع أنحاء العالم.
من بين الفصيلين من أتباع شاهي، زعم أنجمان سرفاروشان الإسلام أن شاهي مات، وبنى له قبرًا في مركزي أستانا في كوتري ، حيث كان المصلون يؤدون فريضة الحج. وفي المقابل، أعلنت مؤسسة التمويل الدولي أنه اختفى فحسب.

## انتقادات
لقد كانت تعاليم جوهر شاهي مصدرًا للجدل. وقد أدان العديد من علماء المسلمين السائدين تعاليمه باعتبارها كفرًا.
وقد قوبلت ادعاءات شاهي وأتباعه بمعارضة شديدة من قبل علماء الدين الإسلامي في باكستان والخارج. وقد اتُهم شاهي بادعاء مكانة النبي. وقد تعرضت تعاليمه لإدانة شديدة من قبل الزعماء الدينيين المسلمين والحكومة الباكستانية.
ويتوقع شاهي أيضًا أن العالم سيتدمر في عام 2026 بسبب مذنب يتجه نحو الأرض.ويزعم أن المذنب سيكون سببًا تدمير الأرض على نطاق صغير.
وقد جرت محاولات عديدة لاغتيال شاهي ويونس الجوهر، من بينها إلقاء قنبلة حارقة على منزل الجوهر في مانشستر، حيث كان يقيم شاهي أثناء جولته في المملكة المتحدة. حاول رجل مهاجمته بقنبلة يدوية أثناء إلقائه محاضرة في منزله في كوتري بباكستان. ووضعت مكافأة مالية على رأسه في باكستان.
يزعم جوهر شاهي أنه التقى بيسوع في أمريكا. يزعم أنصار شاهي أن وجهه ظهر على القمر والشمس ونجم السديم والحجر الأسود في مكة، وأن هذه الظهورات هي علامات من الله على أن جوهر شاهي هو الإمام المهدي المنتظر والمسيح وتجسد كالكي.
وقد أثارت الصور المزعومة معارضة قانونية ودينية أكبر. وقد أيد شاهي هذا الادعاء أيضًا، قائلًا إن الله كشف عن صوره على القمر وفي أماكن مختلفة، وأن شاهي نفسه لم يكن مسؤولاً عنها، وإذا أثيرت أسئلة، فيجب توجيهها إلى الله. وتؤكد مؤسسة المسيح الدولية أن الصور المزعومة هي آيات من الله، مشيرة إلى أن شاهي هو المهدي؛ وتستشهد بنصوص دينية، بالإضافة إلى أقوال من أمثال نوستراداموس، وجعفر الصادق لدعم ذلك.